# كناريا الكبرى

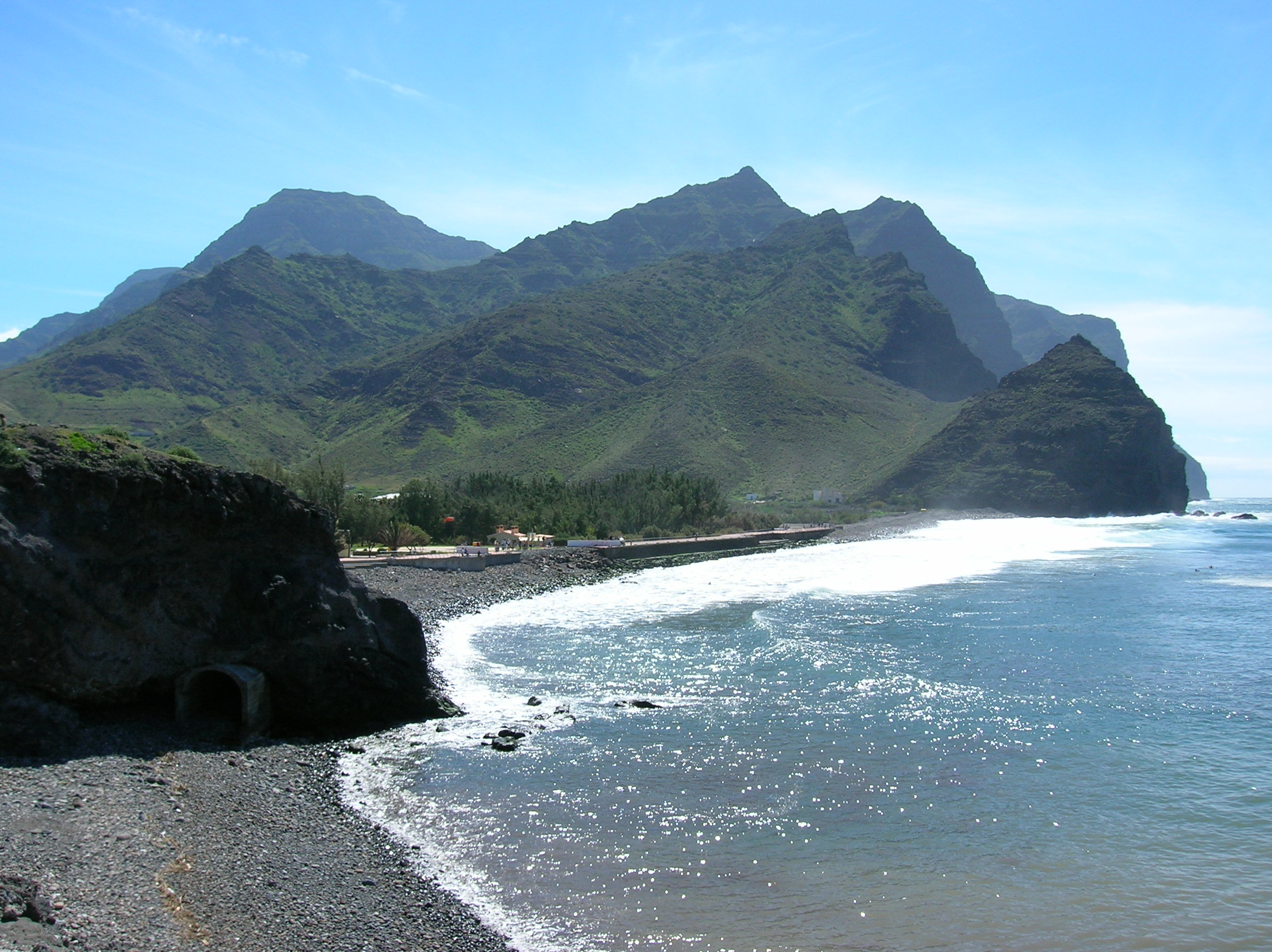
شاطئ الضيعة Aldea بقنارية، إسبانيا

غران كناريا أو كناريا الكبرى (بالإنجليزية: Gran Canaria /ˌɡræn kəˈnɛəriə/ أو /ˌɡrɑːn kəˈnɑːriə/؛ بالإسبانية: [ɡɾaŋ kaˈnaɾja])، وتُعرف أيضًا باسم جزيرة الكناري الكبرى، هي ثالث أكبر جزيرة من حيث المساحة وثاني أكبرها من حيث عدد السكان ضمن جزر الكناري، وهي أرخبيل إسباني يقع قبالة الساحل الأطلسي لشمال غرب إفريقيا.
بلغ عدد سكان الجزيرة 862,893 نسمة اعتبارًا من عام 2023، وهو ما يُمثّل حوالي 40% من إجمالي سكان الأرخبيل. عاصمة الجزيرة هي لاس بالماس دي غران كناريا، وهي أكبر مدينة في جزر الكناري، وتاسع أكبر مدينة في إسبانيا.
تقع جزيرة غران كناريا في المحيط الأطلسي، في منطقة تُعرف باسم ماكرونيزيا، على بُعد حوالي 150 كيلومترًا (93 ميلاً) من الساحل الشمالي الغربي لإفريقيا، وحوالي 1,350 كيلومترًا (840 ميلاً) من أوروبا. تبلغ مساحة الجزيرة 1,560 كيلومترًا مربعًا (600 ميلًا مربعًا)، ويصل ارتفاعها الأقصى عند قمة مورّو دي لا أغوخيريادا إلى 1,956 مترًا (6,417 قدمًا)، مما يجعلها ثالث أكبر جزيرة في الأرخبيل من حيث المساحة والارتفاع. كما تُعد غران كناريا ثالث أكثر الجزر سكانًا في إسبانيا أيضًا.

## السياحة

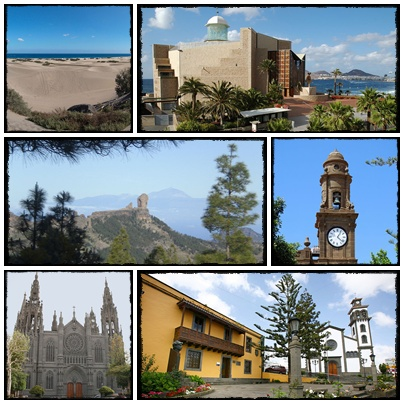
صور الأماكن في غران كناريا، في جزر الكناري بإسبانيا

تتكون قنارية من عدة قرى صغيرة، تحول بعضها إلى مدن بفضل انتشار المنتجعات السياحية على امتداد شواطئها التي تحولت إلى مقصد للسياحة الخارجية والداخلية بفضل درجات حرارتها الدائمة الاعتدال على مدار السنة، والتي تراوح بين 20 و25 درجة مئوية.
والأهمية التي تحظى بها تلك الجزر تعود إلى القرون الوسطى، إذ لعبت دوراً كبيراً خلال الرحلة التي قام بها قُلونبو (كريستوفر كولومبس) لاكتشاف أميركا اللاتينية، لأن سفنه الأربع التي حملته ومعاونيه انطلقت من ميناء قادس جنوب إسبانيا، وتوقفت في جزر الخالدات للتزود بالتموين المطلوب، ومنها انطلقت الرحلات التالية إلى الاكتشاف، ما جعلها طريقاً إجبارياً للذاهبين إلى بلاد العالم الجديد.
وربما لهذا السبب نجد أن معظم سكان تلك الجزر على علاقة أسرية بالأسبان المقيمين في الكثير من بلدان أميركا اللاتينية، وبشكل خاص كوبا التي تصل علاقتها بجزر الخالدات إلى نوع من العلاقة العضوية الملتحمة التي تجمعهما معاً، حتى في طريقة نطق اللغة القشتالية التي هي لغة العالم الناطق بالأسبانية.

## الطبيعة
يمكن الاستمتاع بالطبيعة التي يفرضها تدرج أراضي الجزيرة ما بين مستوى سطح البحر والارتفاعات التي فرضتها طبيعتها البركانية على الكثير من أجزائها المرتفعة، ما يجعلها حديقة طبيعية للكثير من الأشجار والنباتات النادرة التي لا وجود لها إلا في تلك الجزر، ومنها الشجرة الألفية التي يطلقون عليها اسم الدراجو والتي تبدو أقرب إلى الحيوانات الديناصورية المنقرضة في خشونتها وجفاء جذعها وتشكيلها العملاق. ويؤكد بعض علماء النباتات إن بعض تلك الأشجار الموجودة في الجزيرة يعود إلى أكثر من عشرة آلاف عام.
تبدو المناطق الشمالية من جزيرة قنارية في الصباح الباكر أكثر لمعاناً تحت أشعة الشمس الأولى، لا سيما تلك المناطق الصخرية التي تبدأ في الارتفاع عن سطح البحر وتتشكل قممها الجبلية علي هيئة استدارية غريبة التكوين تعكس جمالاً فنياً نادراً لم تلمسه يد الإنسان. ففي منطقة روكي نوبلو يصل بعض ارتفاعات تلك القمم إلى أكثر من 1800 متر،
وبين تلك القمم التي تكونت من البراكين الأولى، التي تعود إليها نشأة تلك الجزيرة والجزر الأخرى المجاورة، حفر عميقة حفرتها في الزمن القديم مساري المياه المتدفقة، وتتخلل هذه الحفر طبيعة الجزيرة وصولا إلى شواطئ المحيط، ما يجعلها مكامن طبيعية للكثير من الأشجار والنباتات النادرة التي انقرضت في مناطق كثيرة من العالم.

## آثار تاريخية
إضافة إلى الآثار التي تركتها السفن التي رافقت قلونبو في رحلته التاريخية لاكتشاف العالم الجديد عام 1492، والتي يجمعها حالياً متحف أثري لتخليد رحلات الاكتشاف، أقيم في موضع البيت الذي نزل فيه الرحالة الشهير خلال وجوده في الجزيرة متحف يضم بعض الأدوات التي استخدمها قلونبو خلال رحلته الأولى، إضافة إلى آثار أخرى تتعلق بالعالم الجديد بعد اكتشافه.